# Die Linke im Europäischen Parlament – GUE/NGL
Die Fraktion Die Linke im Europäischen Parlament – GUE/NGL (kurz Die Linke, englisch The Left group in the European Parliament – GUE/NGL, The Left; französisch Le groupe de la gauche au Parlement européen – GUE/NGL, La gauche) ist eine Fraktion im Europäischen Parlament. Mit 46 Mitgliedern ist sie derzeit die zweitkleinste Fraktion des Parlaments. Ihr gehören Abgeordnete verschiedener linker, sozialistischer und kommunistischer Parteien an. Im Bereich Europäische Integration vertreten die beteiligten Parteien dabei sehr unterschiedliche Positionen, allgemein gilt die Fraktion aber als eher euroskeptisch.
Die Fraktion wurde nach der Europawahl 1994 als Konföderale Fraktion der Europäischen Unitaristischen Linken gegründet und 1995 nach dem Beitritt von Abgeordneten nordischer Länder in Konföderale Fraktion der Vereinten Europäischen Linken/Nordische Grüne Linke umbenannt. Das Kürzel war GUE/NGL, wobei GUE für französisch Gauche Unitaire Européenne (Vereinte Europäische Linke) und NGL für Nordische Grüne Linke steht. Zum 18. Dezember 2020 wurde der aktuelle Name angenommen, das Kürzel GUE/NGL blieb als Namensbestandteil erhalten.
Gemeinsame Vorsitzende der Fraktion sind seit Juli 2019 Manon Aubry (La France insoumise, Frankreich) und Martin Schirdewan (Die Linke, Deutschland), die auch 2024 wiedergewählt worden sind.
Aus Deutschland gehören der Fraktion die drei Europaabgeordneten der Partei Die Linke und der Abgeordnete der Tierschutzpartei an. Der Fraktion gehört niemand aus Österreich an.
Die Fraktion wird von zwei Europäischen politischen Parteien getragen: Zum einen von der 2004 gegründeten Partei der Europäischen Linken (PEL). Zum anderen von der 2024 gegründeten Allianz der Europäischen Linken (ELA). Daneben gehören der Fraktion Mitglieder kleinerer, nicht registrierter europäischer Parteien an, andere Abgeordnete gehören gar keiner europäischen Partei an.

## Mitglieder
In der Wahlperiode 2024 bis 2029 gehören folgende Mitglieder der Fraktion an:
| Land         | Nationale(s) Partei/Bündnis                                                                | Europapartei | Anzahl MdEP | Mitglieder |
| ------------ | ------------------------------------------------------------------------------------------ | ------------ | ----------- | --- |
| Belgien      | Partij van de Arbeid van België / Parti du Travail de Belgique (Partei der Arbeit Belgien) | EL (I)       | 2/22        | Marc Botenga, Rudi Kennes |
| Dänemark     | Enhedslisten – de rød-grønne (Einheitsliste – die Rot-Grünen)                              | AEL          | 1/17        | Per Clausen |
| Deutschland  | Die Linke                                                                                  | EL           | 2/96        | Özlem Demirel-Böhlke, Martin Schirdewan |
| Deutschland  | –                                                                                          | –            | 1/96        | Carola Rackete |
| Deutschland  | Partei Mensch Umwelt Tierschutz                                                            | EL (I)/APEU  | 1/96        | Sebastian Everding |
| Finnland     | Vasemmistoliitto (Linksbündnis)                                                            | AEL          | 3/15        | Li Andersson, Merja Kyllönen, Jussi Saramo                                                                                                   |
| Frankreich   | La France insoumise (Unbeugsames Frankreich)                                               | AEL          | 9/81        | Manon Aubry, Damien Carême, Leïla Chaibi, Emma Fourreau, Rima Hassan, Marina Mesure, Younous Omarjee, Arash Saeidi, Anthony Smith            |
| Griechenland | SYRIZA – Enotiko Kinoniko Metopo (SYRIZA – Vereinte Soziale Front)                         | EL           | 4/21        | Konstantinos Arvanitis, Nikolas Farandouris, Elena Kountoura, Nikos Pappas                                                                   |
| Irland       | Sinn Féin (Wir selbst)                                                                     | EL (I)       | 2/14        | Lynn Boylan, Kathleen Funchion |
| Irland       | –                                                                                          | EL (I)       | 1/14        | Luke Flanagan |
| Italien      | Movimento 5 Stelle (Fünf-Sterne-Bewegung)                                                  | –            | 8/76        | Giuseppe Antoci, Mario Furore, Carolina Morace, Valentina Palmisano, Gaetano Pedullà, Dario Tamburrano, Pasquale Tridico, Danilo Della Valle |
| Italien      | Alleanza Verdi e Sinistra (Allianz der Linken und Grünen)                                  | –            | 2/76        | Ilaria Salis |
| Italien      | Alleanza Verdi e Sinistra (Allianz der Linken und Grünen)                                  | EL (I)       | 2/76        | Mimmo Lucano |
| Niederlande  | Partij voor de Dieren (Partei für die Tiere)                                               | APEU         | 1/31        | Anja Hazekamp |
| Portugal     | Bloco de Esquerda (Linksblock)                                                             | AEL          | 1/21        | Catarina Martins |
| Portugal     | Partido Comunista Português (Portugiesische Kommunistische Partei)                         | –            | 1/21        | João Oliveira |
| Schweden     | Vänsterpartiet (Linkspartei)                                                               | AEL          | 2/21        | Hanna Gedin, Jonas Sjöstedt |
| Spanien      | Podemos (Wir können)                                                                       | AEL          | 2/61        | Irene Montero, Isabel Serra |
| Spanien      | Movimiento Sumar                                                                           | EL (I)       | 1/61        | Estrella Galán |
| Spanien      | EH Bildu (Baskenland versammelt)                                                           | EFA (I)      | 1/61        | Pernando Barrena |
| Zypern       | Anorthotiko Komma Ergazomenou Laou (Fortschrittspartei des werktätigen Volkes)             | EL (I)       | 1/6         | Giorgos Georgiou |
| Gesamt       | Gesamt                                                                                     | Gesamt       | 46/720      | |

Mitglieder der Allianz der Europäischen Linken (18)
Mitglieder der Europäischen Linken (15)
Mitglieder von Animal Politics EU (2)
Mitglieder der Europäischen Freien Allianz (1)
Parteiunabhängige Mitglieder (11)
(I) Abgeordnete sind individuelle Mitglieder

## Geschichte

### Vorläufer-Fraktionen
Vorläufer der GUE/NGL-Fraktion war die am 16. Oktober 1973 gegründete Fraktion Kommunisten und Nahestehende (KOM). Sie existierte bis zur Europawahl im Jahre 1989. In ihr waren die Abgeordneten der Französischen Kommunistischen Partei (PCF), der Italienischen Kommunistischen Partei (PCI), der Sozialistischen Volkspartei (SF) aus Dänemark und nach Griechenlands Beitritt 1981 auch der Kommunistischen Partei Griechenlands (KKE) zusammengeschlossen. Die KOM-Fraktion hatte nach der Europawahl 1979 44 MdEP und nach der Wahl 1984 41 MdEP.
Nach der Europawahl 1989 spaltete sich die Fraktion in eine eher eurokommunistisch ausgerichtete Fraktion Vereinigte Europäische Linke (VEL) und eine eher moskautreue kommunistische Koalition der Linken (KdL). Die kleinere KdL hatte 14 Abgeordnete. Sie umfasste die Kommunistischen Parteien aus Frankreich (PCF), Griechenland (KKE) und Portugal (PCP), sowie den Abgeordneten der irischen Arbeiterpartei (bis Ende 1991). 1991 kam eine Beobachterin der deutschen SED-Nachfolgepartei PDS hinzu. Die größere VEL umfasste zunächst 28 Abgeordnete der Sozialistischen Volkspartei (SF) aus Dänemark, der Italienischen Kommunistischen Partei (PCI), der Vereinten Linken (IU) aus Spanien, und der Synaspismos (SYN) aus Griechenland. Später trat der Abgeordnete der Demokratischen Linken (DL) aus Irland der Fraktion bei. Die VEL wurde am 12. Januar 1993 aufgelöst, als sich die mittlerweile in Partei der Demokratischen Linken umbenannte PCI entschloss, mit ihren 20 Abgeordneten zur SPE-Fraktion zu wechseln. Damit verfügte die Fraktion nicht mehr über genügend Abgeordnete um als Fraktion weiterhin anerkannt zu bleiben.

### Europawahl 1994 und Gründung der Fraktion Anfang 1995
Nach der Wahl des Europäischen Parlaments 1994 bildete sich am 19. Juli 1994 die Konföderale Fraktion der Vereinten Europäischen Linken (GUE) als Vereinigung aller Kräfte links der Sozialdemokratie. Sie bestand aus 28 MdEPs der Vereinigten Linken (IU) aus Spanien, der Synaspismos (SYN) aus Griechenland, der Französischen Kommunistischen Partei (PCF), der Portugiesischen Kommunistische Partei (PCP), der Kommunistischen Partei Griechenlands (KKE) und der Kommunistischen Wiedergründung (RC) aus Italien.
Im Jahre 1995, nach der Erweiterung der Europäischen Union, bildete sich die Nordische Grüne Linke (NGL). Sie bestand aus 6 MdEPs des Linksbündnisses (VAS) aus Finnland, der Linkspartei (V) aus Schweden und der Sozialistischen Volkspartei (SF) aus Dänemark. Die Nordische Grüne Linke vereinigte sich mit der GUE am 6. Januar 1995. Die neu gebildete Fraktion trug nun den Namen Konföderale Fraktion der Vereinten Europäischen Linken/Nordische Grüne Linke (GUE/NGL) und hatte 34 Abgeordnete.
Im Jahre 1998 traten der Fraktion ein britischer und ein italienischer Abgeordneter bei, sodass sich ihre Größe zwischenzeitlich auf 36 MdEP erhöhte.

### Legislaturperiode 1999 bis 2004
Mit der Wahl im Jahre 1999 zogen erstmals Abgeordnete der Partei des Demokratischen Sozialismus (PDS) aus Deutschland, der Demokratischen Soziale Bewegung (DIKKI) aus Griechenland, der Partei der italienischen Kommunisten (PdCI) und der Sozialistischen Partei (SP) aus den Niederlanden in das Europäische Parlament ein. Sie wurden ebenfalls Mitglieder der GUE/NGL-Fraktion. Fünf Abgeordnete des Bündnisses Arbeiterkampf / Revolutionäre Kommunistische Liga (LO/LCR) aus Frankreich wurden assoziierte Mitglieder der Fraktion. Somit kam die Fraktion nach der Wahl auf 42 MdEP.
Im Jahr 2000 gründete sich die Europäische Antikapitalistische Linke (EAL) als Parteienbündnis auf europäischer Ebene. Ihre MdEP gehören der GUE/NGL an.
Im Jahr 2001 traten eine deutsche und ein britischer MdEP der Fraktion bei.
Im Jahre 2002 traten vier MdEPs der Bürgerlichen und Republikanischen Bewegung (MCR) aus Frankreich und zwei MdEP der Volksbewegung gegen die EU (FB) der Fraktion bei. Damit erreichte die Fraktion die bisher höchste Abgeordnetenanzahl von 49 MdEP.
Im Rahmen der Osterweiterung der EU nahm die Fraktion im Jahr 2003 sieben Beobachter in ihren Reihen auf: Drei von der Kommunistischen Partei Böhmens und Mährens (KSČM) aus Tschechien, zwei von der Fortschrittspartei des Werktätigen Volkes (AKEL) aus Zypern, einen von der Lettischen Sozialistischen Partei (LSP) und einen von der Kommunistischen Partei der Slowakei (KSS). Diese wurden am 1. Mai 2004 vollwertige Mitglieder der Fraktion. Diese hatte somit unmittelbar vor der Europawahl 2004 56 Mitglieder.
Am 8. Mai 2004 gründete sich die Europäische Linke (EL) als europäische politische Partei. Die MdEP der Europäischen Linken gehören der GUE/NGL an.

### Legislaturperiode 2004 bis 2009
Bei der Europawahl 2004 wurden keine Abgeordnete von LO/LCR und KSS mehr gewählt. DIKKI war vor der Wahl SYN beigetreten und kandidierte somit auch nicht mehr selbstständig. Nach der Wahl traten Abgeordnete des Linksblocks (BE) aus Portugal und je ein MdEP von Sinn Féin (SF) aus Irland und Nordirland der Fraktion bei. Mit der Wahl sank die Anzahl der Abgeordneten der Fraktion auf nunmehr 41. Diese Zahl blieb bis zum Ende der Wahlperiode stabil.

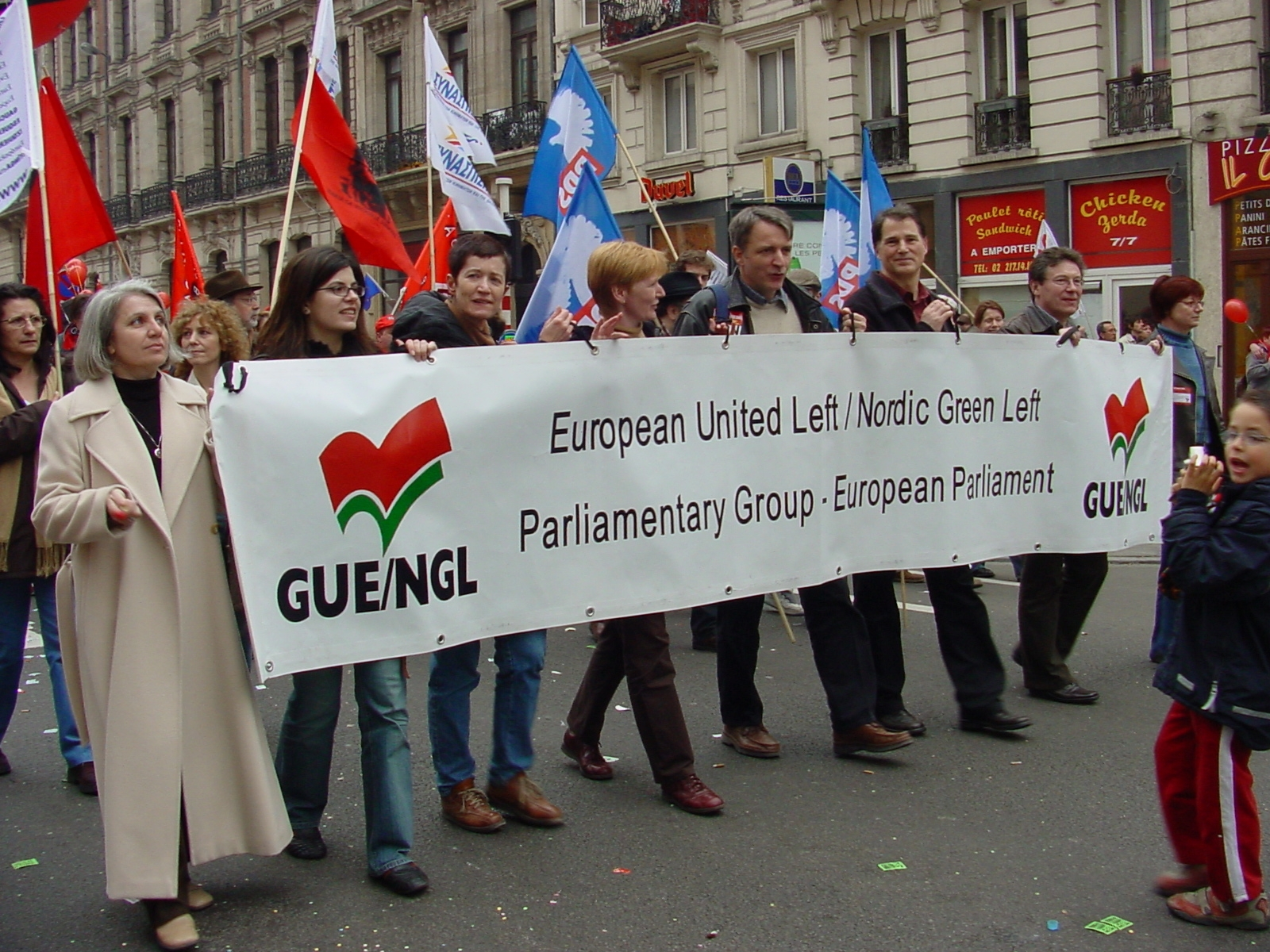
Parlamentariergruppe der europaweiten Protestkundgebung gegen die EU-Dienstleistungsrichtlinie am 19. März 2005 in Brüssel

Am 30. Januar 2005 bildeten die Parteien der NGL gemeinsam mit anderen nordischen Parteien die Nordisch grün-linke Allianz (NGLA), die jedoch nicht offiziell als europäische politische Partei anerkannt wurde, da sie nicht die Kriterien zur Anerkennung erfüllt.

### Legislaturperiode 2009 bis 2014
Nach der Wahl zum Europaparlament 2009 trat Søren Søndergaard von der Volksbewegung gegen die EU (FB) aus Dänemark der GUE/NGL bei. Er ist der einzige Abgeordnete der europäischen politischen Partei EUDemokraten (EUD). Ebenfalls neu der Fraktion beigetreten sind die MdEP der Sozialistischen Partei aus Irland, während die Sinn Féin in der Republik Irland ihr Mandat bei der Wahl verlor. Aus Italien und Finnland gab es erstmals seit Gründung der Fraktion keine Abgeordneten mehr. Hingegen blieben die MdEP der Koalition der Radikalen Linken (SYRIZA, ehemals SYN) aus Griechenland, der Linksfront (FG, ehemals PCF) aus Frankreich und der LINKEN (ehemals PDS) aus Deutschland Mitglied in der GUE/NGL. Nach der Wahl hatte die Fraktion 35 MdEP.
Am 20. Juni 2011 verließ der portugiesische Abgeordnete Rui Tavares sowohl den Linksblock wie auch die Fraktion und trat der Grüne/EFA-Fraktion bei.
Nach dem Beitritt Kroatiens am 1. Juli 2013 trat der Abgeordnete der Kroatischen Laburisten-Partei der Arbeit (HL) der GUE/NGL bei. Damit lag die Abgeordnetenzahl zum Ende der Legislaturperiode wieder bei 35.

### Legislaturperiode 2014 bis 2019
Bei der Europawahl 2014 trat die GUE/NGL mit Alexis Tsipras (SYRIZA) als europaweitem Spitzenkandidaten an. Die in der GUE/NGL vertretenen Parteien erreichten 52 Mandate. SYRIZA wurde in Griechenland stärkste Partei. Nach der Wahl wurden die spanische Podemos (5 Sitze), die italienische L’Altra Europa con Tsipras (3 Sitze) sowie die Vertreter der Bildu, der niederländischen und der deutschen Tierschutzpartei sowie der unabhängige irische Abgeordnete Luke Flanagan in die Fraktion aufgenommen, während die griechische KKE aus der Fraktion ausschied. Damit hatte die Fraktion zur Konstituierung 52 Sitze, 17 mehr als vor der Wahl. Sie war damit fünftgrößte Fraktion des Parlaments.

### Legislaturperiode 2019 bis 2024

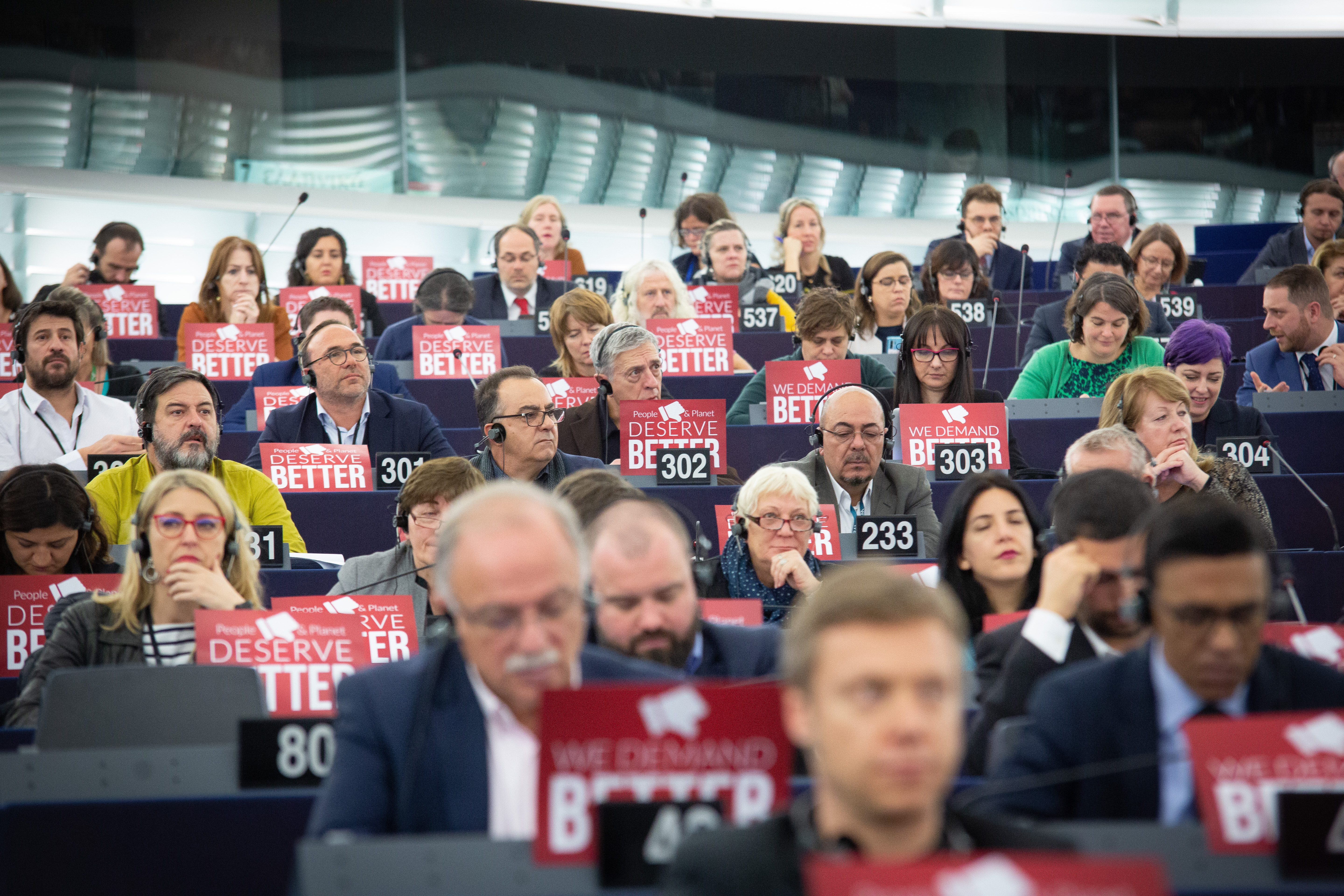
Blick auf die Fraktionsmitglieder während einer Plenarsitzung des Europaparlaments (November 2019)

Zur Europawahl 2019 trat die Europäische Linke mit der slowenischen Abgeordneten Violeta Tomič und dem belgischen Gewerkschafter Nico Cué als Spitzenkandidaten an. In interne Konkurrenz zur EL hatten sich drei südeuropäische und drei nordeuropäische Parteien zum Wahlbündnis Maintenant le Peuple (MLP, etwa Jetzt das Volk) zusammengeschlossen, die insgesamt mit neun MdEP in der Fraktion vertreten waren. Mit dem European Spring, angeführt von der transnationalen Bewegung Democracy in Europe Movement 2025 (DiEM25), trat ein weiteres linkes Wahlbündnis, mit drei MdEP in der Fraktion, an.
Bei der Wahl selbst verloren die Parteien der Fraktion 14 Mandate. Die italienische Linke und die niederländische SP schafften den Einzug ins Parlament nicht mehr. Unter anderem verloren die die spanische UP vier Sitze, die deutsche Die Linke und die tschechische KSČM je zwei Mandate. Mit 41 Mandaten bei der Konstituierung ist die GUE/NGL die kleinste Fraktion im Parlament. 20 Mandate entfallen auf die Partei der Europäischen Linken, 14 Mandate auf die Parteien der MLP – wobei Parteien von vier Abgeordneten sowohl der EL als auch der MLP angehören. Der European Spring konnte keine Mandate gewinnen. Die in Animal Politics EU zusammengeschlossenen Tierschutzparteien erhielten drei Mandate, wobei sich ein Abgeordneter der Grüne/EFA-Fraktion anschließt.
Für die Legislatur wählten die Abgeordneten nach längerer Diskussion Manon Aubry (La France insoumise, Frankreich) und Martin Schirdewan (Linke, Deutschland). Zum Jahreswechsel 2020/21 erfolgte die Namensänderung der Fraktion in Linke im Europäischen Parlament – GUE/NGL.

### Legislaturperiode 2024 bis 2029
Zur Konstituierung der Fraktion nach der Europawahl 2024 bestätigten die Fraktionsmitglieder die bisherigen Ko-Fraktionsvorsitzenden Manon Aubry (LFi) und Martin Schirdewan (Die Linke). Darüber hinaus wählten sie Kostas Arvanitis (Syriza), Marc Botenga (PTB), Hanna Gedin (Vansterpartiet) und Irene Montero (Podemos) zu stellvertretenden Vorsitzenden. Zur Halbzeit der Legislatur soll Arvanitis den Vorsitz neben Aubry übernehmen und Schirdewan zurücktreten.
Am Tag nach der Konstituierung der Fraktion nahm diese die neun Abgeordneten der italienischen Movimento 5 Stelle (M5S) auf. Die Europaparlamentarier der M5S waren seit der Auflösung der EU-skeptischen EFDD-Fraktion 2019 fraktionslos und hatten in dieser Zeit unter anderem mit der liberalen Renew verhandelt, nach der Wahl 2024 mit der Fraktion der Grünen und der sozialdemokratischen S&D. Beide Seiten vereinbarten eine sechsmonatige Beobachtungsphase, um „die politische Konvergenz“ zwischen den beiden Seiten zu bestätigen.
Im August 2024 gründete die Parteien, die zuvor den Wahlbündnis MLP angehört hatten, eine neue Europäische Politische Partei namens Allianz der Europäischen Linken für die Menschen und den Planeten (AEL). Sie stellte im Oktober 2024 18 der 46 Abgeordneten der Fraktion, die konkurrierende Partei der Europäischen Linken 15 Abgeordnete.

## Vorsitzende der GUE/NGL
|                          | Name              | Partei                                   | Staat       | Beginn der Amtszeit | Ende der Amtszeit |
| ------------------------ | ----------------- | ---------------------------------------- | ----------- | ------------------- | ----------------- |
| Alonso Puerta (2012)     | Alonso Puerta     | Vereinigte Linke (IU)                    | Spanien     | 6. Januar 1995      | 19. Juli 1999     |
| Francis Wurtz (2009)     | Francis Wurtz     | Französische Kommunistische Partei (PCF) | Frankreich  | 13. Oktober 1999    | 13. Juli 2009     |
| Lothar Bisky (2005)      | Lothar Bisky      | Die Linke                                | Deutschland | 14. Juli 2009       | 14. März 2012     |
| Gabriele Zimmer (2004)   | Gabriele Zimmer   | Die Linke                                | Deutschland | 15. März 2012       | 1. Juli 2019      |
| Manon Aubry (2019)       | Manon Aubry       | La France insoumise                      | Frankreich  | 18. Juli 2019       |                   |
| Martin Schirdewan (2019) | Martin Schirdewan | Die Linke                                | Deutschland | 18. Juli 2019       |                   |